# Sint-Annakasteel (Maldegem)

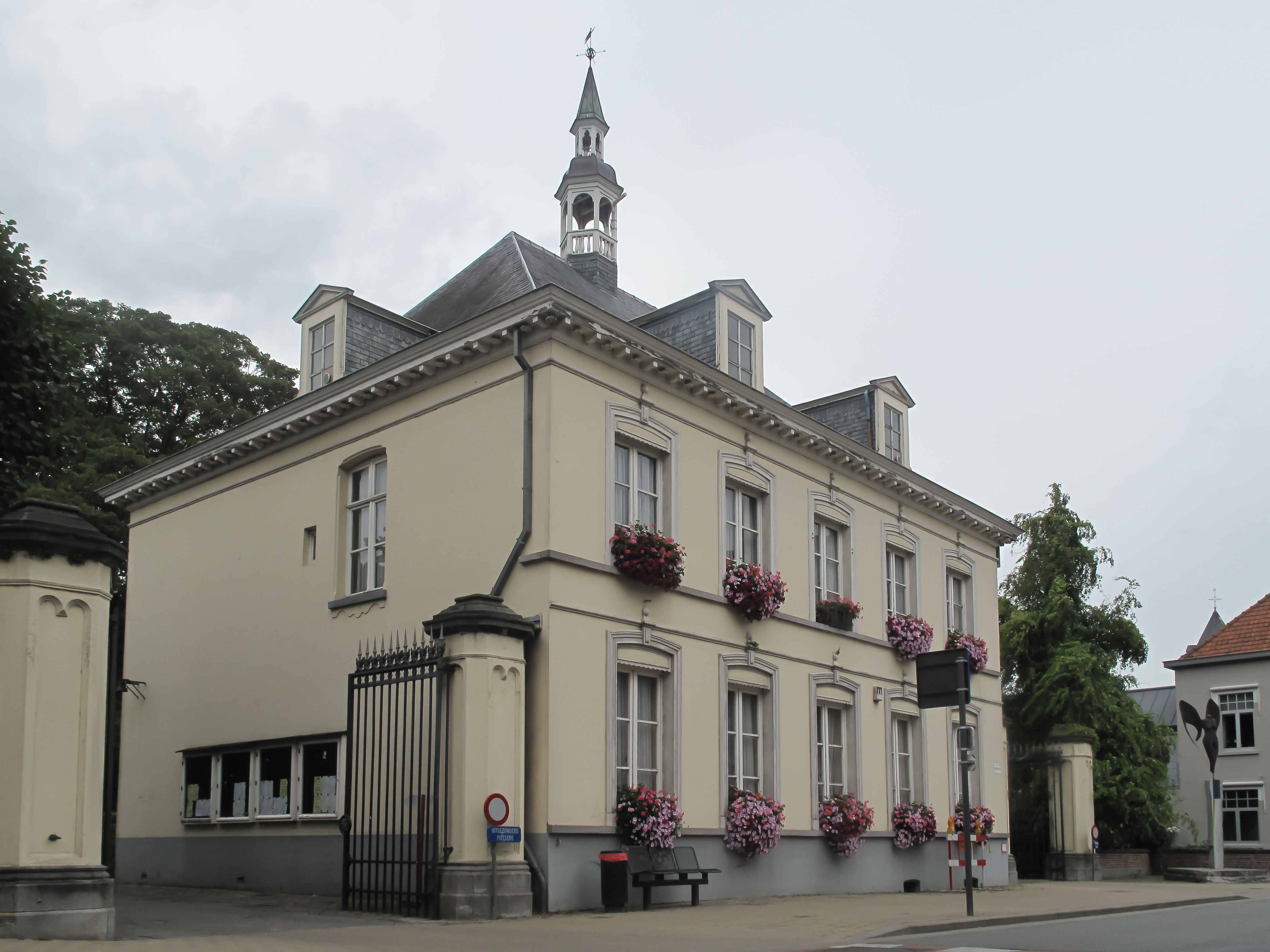
Sint-Annakasteel

Het Sint-Annakasteel is een kasteeltje in de Oost-Vlaamse plaats Maldegem, gelegen aan de Westeindestraat 1.

## Geschiedenis
De site is gelegen aan het riviertje de Ede, welke van zuid naar noord door Maldegem loopt. In 1273 werd op deze plaats door Arnulf van Maldegem een hospitaal gesticht. Midden 16e eeuw was het hospitaal al verpacht en in gebruik als hoeve. Einde 16e eeuw werden de gebouwen door beeldenstormers verwoest.
In 1669 kwamen de gronden van de hoeve in bezit van ambachtsgriffier Pieter Goeman, daarna door huwelijk aan de familie Pecsteen. Vermoedelijk werd toen een woning op het domein gebouwd. Iets na 1860 werd dit huis vervangen door het huidige bouwwerk, dat verder naar het westen is gesitueerd.
In 1880 werd de Ede rechtgetrokken en in 1888 werd een park langs de oevers van deze waterloop aangelegd. Bruggetjes verbonden beide oevers. In 1957, nadat de laatste kasteelheer, Fréderic Dhont, was overleden, werd het kasteel door de gemeente aangekocht. Het werd een tekenacademie en vanaf 1981 een politiebureau.

## Gebouw
Het gebouw is in neoclassicistische stijl, gedekt door een schilddak en voorzien van een fraai dakruitertje. Hoewel het interieur aangepast is aan het huidige gebruik als kantoor, zijn er toch een aantal salons gebleven met decoratief stucwerk en schoorsteenmantels.
Het park, tegenwoordig Sint-Annapark genaamd, in Engelse landschapsstijl, toont naast enkele vijvers onder meer ook een beeld van Diana, afgebeeld met hert. Het park is openbaar toegankelijk.